# Bubopsis eatoni
Bubopsis eatoni is een insect uit de familie van de vlinderhaften (Ascalaphidae), die tot de orde netvleugeligen (Neuroptera) behoort. 
Bubopsis eatoni is voor het eerst wetenschappelijk beschreven door McLachlan in 1898.